# Issues
Issues je čtvrté studiové album od nu metalové skupiny KoRn vydané 16. listopadu 1999.
CD si vede v hitparádách podobně jako předešlé Follow the Leader, ovšem lze zde pozorovat nepatrné zhoršení. První týden se prodalo úctyhodných 573 000 kopií, přičemž se deska stala ve Spojených státech 3x platinová. Jedná se tedy o druhou nejprodávanější nahrávku od kapely.
Album má pět krátkých intervalů (1, 4, 7, 9 a 14). Co se týče kritiků, ti Issues hodnotili hůře jak již zmiňované Follow the Leader. Mnoho z nich kritizovalo kapelu za vypuštění hip hopových prvků a přesun spíše k alternative metalu, industrial metalu než k nu-metalu. Ovšem KoRn si nemohli stěžovat na komerční úspěch desky.
Issues obsahuje tři singly s názvem Falling Away from Me, Make Me Bad a Somebody Someone. Všechny tyto písně se umisťují velice dobře v hitparádách po celém světě a také všechny mají svá oficiální videa.

## Seznam skladeb
1. Dead - 1:12
2. Falling Away from Me - 4:30 Videoklip
3. Trash - 3:27
4. 4U - 1:42
5. Beg for Me - 3:53
6. Make Me Bad - 3:55 Videoklip
7. It's Gonna Go Away - 1:30
8. Wake up - 4:07
9. Am I Going Crazy? - 0:59
10. Hey Daddy - 3:44
11. Somebody Someone - 3:47 Videoklip
12. No Way - 4:08
13. Let's Get This Party Started - 3:41
14. Wish You Could Be Me - 1:07
15. Counting - 3:37
16. Dirty - 7:50

## Umístění
| Rok  | Hitparáda          | Pozice |
| ---- | ------------------ | ------ |
| 1999 | USA                | 1      |
| 1999 | Spojené království | 37     |
| 1999 | Austrálie          | 1      |
| 1999 | Nový Zéland        | 2      |
| 1999 | Německo            | 9      |

## Obsazení
Korn
- Jonathan Davis - Vokály, dudy
- Brian "Head" Welch - Elektrická kytara
- J. "Munky" Shaffer - Elektrická kytara
- Fieldy - Basová kytara
- David Silveria - Bicí